# دون أميتشي
دون أميتشي (بالإنجليزية: Don Ameche) (مواليد 31 مايو 1908 - الوفاة 6 ديسمبر 1993) أمريكي بدأ مسيرته الفنية عام 1935. كما أنه من الفائزين بجوائز الأوسكار. درس في جامعة ويسكونسن-ماديسون.

## الأعمال
- في شيكاغو القديمة
- فرقة ألكسندر لموسيقى الجاز
- الجنة يمكن أن تنتظر
- شرنقة
- هاري وآل هندرسون

## وصلات خارجية
- دون أميتشي على موقع IMDb (الإنجليزية)
- دون أميتشي على موقع الموسوعة البريطانية (الإنجليزية)
- دون أميتشي على موقع روتن توميتوز (الإنجليزية)
- دون أميتشي على موقع ألو سيني (الفرنسية)
- دون أميتشي على موقع ميوزك برينز (الإنجليزية)
- دون أميتشي على موقع تيرنر كلاسيك موفيز (الإنجليزية)
- دون أميتشي على موقع أول موفي (الإنجليزية)
- دون أميتشي على موقع قاعدة بيانات برودواي على الإنترنت (الإنجليزية)
- دون أميتشي على موقع قاعدة بيانات الأفلام السويدية (السويدية)
- دون أميتشي على موقع إن إن دي بي (الإنجليزية)